# 火炭母
火炭母（学名：Polygonum chinense），为蓼科蓼属下的一个种。

## 延伸阅读
[在维基数据编辑]
 《欽定古今圖書集成·博物彙編·草木典·火炭母部》，出自陈梦雷《古今圖書集成》
- 火炭母的图片[]